# Economía de Singapur
La economía de Singapur es una economía mixta altamente desarrollada con características de libre mercado y dirigismo. La economía de Singapur ha sido clasificada por el Foro Económico Mundial como la más abierta del mundo, la tercera menos corrupta por Transparencia Internacional, la más favorable a los negocios por el Banco Mundial y el grado más alto de libertad económica en el mundo. Singapur tiene tipos impositivos bajos y el segundo PIB per cápita más alto del mundo en términos de paridad del poder adquisitivo (PPA). La sede de la Foro de Cooperación Económica Asia-Pacífico (APEC) se encuentra en Singapur. Según el Fondo Monetario Internacional, el PIB per cápita (PPA) del país era de 101.458 dólares (2020). La Autoridad Monetaria de Singapur (MAS) funciona como su banco central y autoridad reguladora financiera.
Además de la reputación favorable a los negocios de las empresas privadas y de capital abierto locales y mundiales,  varias empresas estatales desempeñan un papel importante en la economía de Singapur. El fondo de riqueza soberana Temasek Holdings tiene participaciones mayoritarias en varias de las empresas más grandes del país, como Singapore Airlines, SingTel, ST Engineering y MediaCorp. La economía de Singapur es uno de los principales financiadores de la salida de inversión extranjera directa (IED) en el mundo. Singapur también se ha beneficiado del flujo de entrada de IED de inversores e instituciones mundiales debido a su clima de inversión altamente atractivo y a un entorno político estable.
Las exportaciones, en particular en los sectores de la electrónica, los productos químicos y los servicios, así como la posición de Singapur como centro regional de Asia y el Pacífico para la gestión patrimonial, constituyen la principal fuente de ingresos de la economía, lo que le permite comprar recursos naturales y materias primas. El agua es escasa en Singapur, por lo que los analistas la definen como un recurso precioso. El principal mercado de capitales es la Bolsa de Singapur (SGX). La moneda de Singapur, el dólar de Singapur, es la decimotercera moneda más negociada en el mundo por valor y una de las monedas de valor más fuerte en Asia y el Pacífico.
Singapur ha invertido en parques agrotecnológicos para la producción agrícola para compensar su limitada tierra cultivable. lo que significa que tiene que depender del parque agrotecnológico para la producción agrícola y el consumo. La economía de Singapur ocupa el segundo lugar general en la clasificación de la Biotecnología Científica Americana en 2014, con la presentación de Biopolis.
Se podría decir que Singapur se basa en un concepto ampliado del comercio intermediario al comercio de entrepôt, mediante la compra de materias primas y su refinado para la reexportación, como en la industria de fabricación de wafers y el refinado del petróleo. Singapur tiene también un puerto estratégico que lo hace más competitivo que muchos de sus vecinos para llevar a cabo esas actividades entrepot. El índice de globalización de Singapur es uno de los más elevados del mundo, con un promedio de alrededor del 400% durante el período 2008-2011. El puerto de Singapur es el segundo más activo del mundo por tonelaje de carga.
Para preservar su posición internacional y fomentar su prosperidad económica en el siglo XXI, Singapur ha adoptado medidas para promover la innovación, fomentar el espíritu empresarial y reciclar su fuerza de trabajo. El puerto de Singapur es el segundo más activo del mundo por tonelaje de carga. Está previsto que Singapur celebre el Foro Económico Mundial de 2021 del 17 al 20 de agosto.
La economía de Singapur depende en parte del trabajo de cientos de miles de trabajadores extranjeros. Mientras que el nivel de vida de los nacionales y residentes permanentes de Singapur, los únicos incluidos en las estadísticas, es de los más altos del mundo, el de los inmigrantes (40% de la población activa) dista mucho de ser envidiable. La mayoría de ellos, los no cualificados, viven en condiciones miserables. Viven en barracones dormitorio, a veces alineados a cientos de metros de distancia y rodeados de alambre de espino. Tienen prohibido traer a sus familias o casarse con un singapurense.
Empleados principalmente en los sectores industrial y de la restauración, o como empleados domésticos en el caso de las mujeres, están sometidos a una gran cantidad de horas extraordinarias, generalmente gratuitas y sin días libres. En teoría, la ley prevé un día de descanso obligatorio a la semana, pero permite al empresario anularlo si el trabajador está de acuerdo. Si se niegan, corren el riesgo de perder su empleo y ser deportados. Tampoco tienen derecho a ningún salario mínimo.

## Estadísticas económicas
| Año  | PIB nominal (miles de millones) | PIB nominal per cápita | PIB real (miles de millones) | INB nominal (miles de millones) | INB per cápita nominal | Reservas de divisas (miles de millones) | Tipo de cambio medio (1US$ a S$) |
| ---- | ------------------------------- | ---------------------- | ---------------------------- | ------------------------------- | ---------------------- | --------------------------------------- | -------------------------------- |
| 2014 | S$398.987                       | S$72,937               | S$411.540                    | S$385,070                       | S$70,400               | S$340.438                               | S$1.2671                         |
| 2015 | S$423.444                       | S$76,502               | S$423.444                    | S$394.551                       | S$71,283               | S$350.991                               | S$1.3748                         |
| 2016 | S$439.412                       | S$78,364               | S$435.988                    | S$408.820                       | S$72,909               | S$356.254                               | S$1.3815                         |
| 2017 | S$467.306                       | S$83,265               | S$452.119                    | S$434.806                       | S$77,474               | S$373.994                               | S$1.3807                         |
| 2018 | S$491.174                       | S$87,108               | S$466.313                    | S$457.983                       | S$81,222               | S$392.096                               | S$1.3491                         |

| Estadísticas de economía: 1970 a 2010 Fuentes: | Estadísticas de economía: 1970 a 2010 Fuentes: | Estadísticas de economía: 1970 a 2010 Fuentes: | Estadísticas de economía: 1970 a 2010 Fuentes: | Estadísticas de economía: 1970 a 2010 Fuentes: | Estadísticas de economía: 1970 a 2010 Fuentes: | Estadísticas de economía: 1970 a 2010 Fuentes: |
| Año                                            | PIB nominal (miles de millones)                | PIB nominal per cápita                         | INB nominal (miles de millones)                | INB per cápita nominal                         | Reservas de divisas (miles de millones)        | Tipo de cambio medio (1US$ a S$)               |
| ---------------------------------------------- | ---------------------------------------------- | ---------------------------------------------- | ---------------------------------------------- | ---------------------------------------------- | ---------------------------------------------- | ---------------------------------------------- |
| 1970                                           | US$1.919 S$5.876                               | US$925 S$2,832                                 | US$1.937 S$5.932                               | US$934 S$2,860                                 | US$1.750                                       | N/A                                            |
| 1975                                           | US$5.789 S$13.728                              | US$2,559 S$6,067                               | US$5.841 S$13.851                              | US$2,582 S$6,122                               | US$3.007                                       | N/A                                            |
| 1980                                           | US$12.078 S$25.863                             | US$5,004 S$10,714                              | US$11.899 S$24.536                             | US$4,747 S$10,165                              | US$6.571                                       | N/A                                            |
| 1985                                           | US$18.555 S$40.823                             | US$6,782 S$14,921                              | US$19.220 S$41.161                             | US$6,838 S$15,045                              | US$12.860                                      | S$2.1213                                       |
| 1990                                           | US$38.899 S$70.507                             | US$12,766 S$23,139                             | US$36.675 S$69.798                             | US$12,638 S$22,907                             | US$27.789                                      | S$1.8125                                       |
| 1995                                           | US$87.891 S$124.575                            | US$24,937 S$35,346                             | US$83.220 S$125.475                            | US$25,117 S$35,601                             | US$68.819                                      | S$1.4174                                       |
| 2000                                           | US$95.835 S$165.217                            | US$23,794 S$41,018                             | US$95.330 S$164.205                            | US$23,648 S$40,767                             | US$80.169                                      | S$1.7239                                       |
| 2005                                           | US$127.417 S$212.074                           | US$29,866 S$49,715                             | US$121.000 S$198.050                           | US$27,891 S$46,428                             | US$116.172                                     | S$1.6646                                       |
| 2010                                           | US$236.420 S$322.361                           | US$46,569 S$63,498                             | US$227.377 S$235,076                           | US$46,305 S$63,137                             | US$225.754                                     | S$1.3635                                       |

## Comercio exterior
En 2020, el país fue el decimoquinto exportador más grande del mundo (US $ 390,3 mil millones, 2,1% del total mundial). En la suma de bienes y servicios exportados, alcanza los US $ 645.6 mil millones, ocupando el noveno lugar en el mundo. En términos de importaciones, en 2019, fue el decimoquinto importador más grande del mundo: 359.000 millones de dólares.

## Sector primario

### Agricultura
El país prácticamente no tiene agricultura: en 2019, produjo solo 23 mil toneladas de hortalizas, 2.126 toneladas de espinacas, 723 toneladas de repollo, 660 toneladas de lechuga y achicoria, 131 toneladas de hongos y trufas, 126 toneladas de coco y 59 toneladas de tomate.

### Ganadería
El país tiene un sector de pequeña ganadería: en 2019, produjo 100 mil toneladas de carne de pollo, 27 mil toneladas de  huevo de gallina, 22 mil toneladas de carne de cerdo y 4.300 toneladas de carne de pato.

## Sector secundario

### Industria
El Banco Mundial enumera los principales países productores cada año, según el valor total de la producción. Según la lista de 2019, Singapur tenía la industria número 26 más valiosa del mundo ($ 73,6 mil millones).
En 2019, Singapur no produjo  vehículos ni acero.
A pesar de la existencia de una industria de procesamiento de caucho, estaño y petróleo, en 1960 Singapur era aún una economía escasamente industrializada y muy dependiente de su función de puerto comercial.
En el marco del primer plan de desarrollo (1960-1965) el gobierno creó el Economic Developement Board como instrumento activo de promoción de la industrialización y estableció un régimen muy liberal para las inversiones extranjeras en la industria, con objeto de atraer al país empresas manufactureras estadounidenses y de otros países. Los objetivos perseguidos eran aumentar los empleos y equilibrar la balanza comercial con las exportaciones manufactureras.
Al principio, las ramas más activas y las que empleaban mayor cantidad de mano de obra fueron las industrias textil, de confección, de madera y de alimentación. Desde mediados de los años setenta, la política gubernamental se dirigió a estimular el desarrollo de ramas manufactureras más intensivas en tecnología, como la electrónica, la mecánica y la química. Esta política tuvo éxito, de manera que desde mediados de los años noventa las actividades industriales más importantes son la electrónica y la petroquímica.

### Energía
En energías no renovables, en 2020, el país no produjo petróleo. En 2019, el país consumió 1,33 millones de barriles / día (el 16 ° consumidor más grande del mundo). El país fue el decimotercer importador de petróleo del mundo en 2012 (976 mil barriles / día). El país tampoco produce gas natural. El país fue el 26º mayor importador mundial de gas natural en 2010: 8400 millones de m³ por año. El país tampoco produce carbón.
En energías renovables, en 2020, Singapur no produjo energía eólica, y fue el 54.º productor mundial de energía solar, con 0,3 GW de potencia instalada.

## Sector terciario

### Turismo
En 2018, Singapur fue el 28 ° país más visitado del mundo, con 14,6 millones de turistas internacionales. Los ingresos por turismo este año fueron de $ 20.5 mil millones.

### Servicios
Singapur es uno de los principales centros financieros del mundo y la sede del mercado asiático del dólar. El sector financiero representa, por sí solo, más de una cuarta parte del PIB y cerca de un 11 % del empleo total. El país cuenta con más de 150 bancos comerciales, de los que 12 son locales. De estos últimos destacan el Oversea-Chinese Baking Corporation, el United Overseas Bank y Overseas Union Bank, creados en la primera mitad del siglo XX por la población de origen chino, y el Development Bank of Singapore, fundado en 1968 por el gobierno y privatizado luego en un 60 %. El país cuenta con una activa bolsa de valores, la segunda en importancia de Asia, después de la de Tokio, y un importante mercado de futuros.[cita requerida] La moneda nacional es el dólar singapurense, que emite la Monetary Authority of Singapore.

### Sector exterior
Singapur es uno de los centros comerciales más importantes del mundo, y por esa razón el grueso de sus exportaciones está constituido por reexportaciones. En efecto, Singapur realiza un activo comercio con un amplio abanico de países, entre los que Estados Unidos, la UE y sus vecinos de Asia son sus más importantes socios comerciales. La balanza comercial es tradicionalmente deficitaria. Participa en el proceso de integración económica con sus vecinos a través de la Asociación de Naciones del Sureste de Asia (ASEAN) y del Foro de Cooperación Económica de Asia y el Pacífico (APEC). Es miembro del FMI, el Banco Mundial y la OMC además de la Commonwealth.

#### Importaciones
Se presentan a continuación las mercancías de mayor peso en las importaciones de Singapur para el período 2010-2014. Las cifras están expresadas en dólares estadounidenses valor FOB.

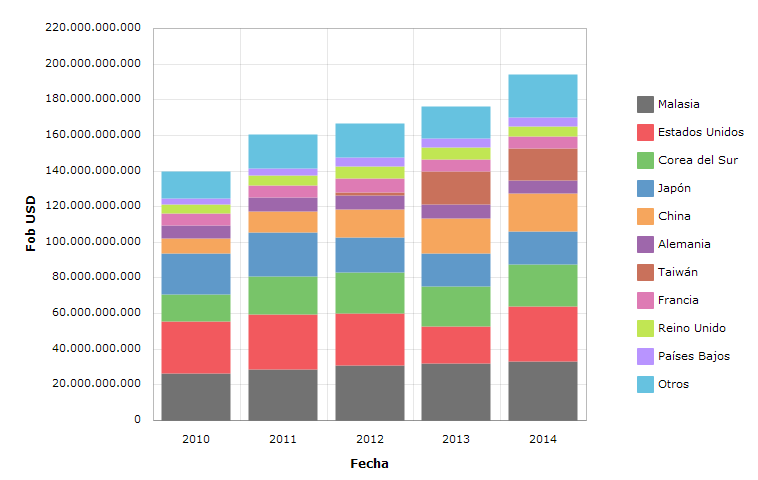
Importaciones de Singapur del periodo 2010-2014 expresadas en USD valor FOB.

| Fecha Importaciones por capítulo arancelario                     | 2010            | 2011            | 2012            | 2013            | 2014            |
| ---------------------------------------------------------------- | --------------- | --------------- | --------------- | --------------- | --------------- |
| Máquinas eléctricas, grabación y reproducción de imagen y sonido | 31 556 770 408  | 31 464 286 423  | 30 210 565 782  | 42 063 458 497  | 45 909 672 058  |
| Combustibles, aceites, materias bituminosas y ceras minerales    | 20 952 408 760  | 27 685 084 273  | 33 349 321 297  | 35 955 549 050  | 40 658 455 388  |
| Máquinas, aparatos y artefactos mecánicos                        | 24 568 178 393  | 25 941 760 567  | 25 269 931 686  | 21 847 771 055  | 24 371 835 522  |
| Embarcaciones                                                    | 7 613 575 876   | 11 282 812 626  | 9 230 992 688   | 6 984 416 160   | 9 240 025 188   |
| Instrumentos de óptica, fotografía o cine                        | 5 383 760 756   | 5 861 533 272   | 6 257 629 067   | 5 329 548 294   | 6 861 335 742   |
| Aeronaves y vehículos espaciales                                 | 6 214 944 698   | 5 868 435 039   | 6 217 869 422   | 5 256 080 356   | 5 383 783 816   |
| Plásticos y sus manufacturas                                     | 3 855 463 586   | 4 356 816 981   | 4 508 939 765   | 4 650 565 573   | 4 646 804 579   |
| Manufacturas de fundición, hierro o acero                        | 2 912 159 196   | 3 473 171 508   | 4 223 809 709   | 4 260 657 250   | 4 235 710 790   |
| Piedras y metales preciosos                                      | 2 613 502 194   | 3 543 946 597   | 3 585 869 383   | 3 480 384 276   | 4 022 387 985   |
| Productos químicos orgánicos                                     | 2 797 621 557   | 3 211 649 188   | 3 206 203 289   | 3 742 864 693   | 3 952 804 794   |
| Demás capítulos                                                  | 31 396 640 531  | 38 024 175 841  | 40 739 110 901  | 42 930 422 504  | 45 032 021 274  |
| Total                                                            | 139 865 025 955 | 160 713 672 315 | 166 800 242 988 | 176 501 717 709 | 194 314 837 137 |

#### Exportaciones
Se presentan a continuación los principales socios comerciales de Singapur para el periodo 2010-2014. La mayoría de sus importadores están concentrados en Asia y Europa salvo Estados Unidos. Las cifras expresadas son en dólares estadounidenses valor FOB.

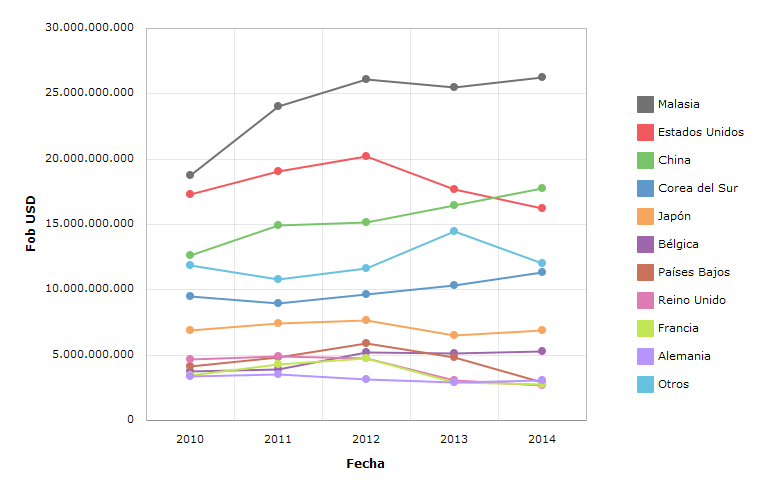
Exportaciones de Singapur del periodo 2010-2014 expresadas en USD valor FOB.

| Fecha País importador | 2010           | 2011            | 2012            | 2013            | 2014            |
| --------------------- | -------------- | --------------- | --------------- | --------------- | --------------- |
| Malasia               | 18 751 370 311 | 24 050 012 003  | 26 077 509 293  | 25 496 512 763  | 26 214 343 641  |
| Estados Unidos        | 17 327 382 198 | 19 070 230 239  | 20 168 042 454  | 17 707 678 413  | 16 186 492 715  |
| China                 | 12 620 158 048 | 14 914 221 207  | 15 146 965 036  | 16 473 590 232  | 17 771 814 673  |
| Corea del Sur         | 9 510 503 000  | 8 966 392 000   | 9 677 229 000   | 10 354 668 000  | 11 302 909 000  |
| Japón                 | 6 906 992 080  | 7 447 394 386   | 7 631 230 615   | 6 472 922 146   | 6 909 939 746   |
| Bélgica               | 3 787 345 492  | 3 904 930 998   | 5 236 429 958   | 5 158 287 157   | 5 270 159 668   |
| Países Bajos          | 4 115 196 301  | 4 815 989 719   | 5 888 257 387   | 4 821 663 023   | 2 883 264 577   |
| Reino Unido           | 4 657 375 390  | 4 904 634 017   | 4 743 661 219   | 3 090 795 298   | 2 661 853 078   |
| Francia               | 3 411 986 970  | 4 299 910 694   | 4 766 524 403   | 2 873 529 076   | 2 756 706 918   |
| Alemania              | 3 387 612 719  | 3 518 572 911   | 3 135 139 344   | 2 943 675 221   | 3 032 466 346   |
| Resto del mundo       | 11 845 805     | 10 816 244 442  | 11 638 139 770  | 14 498 153 080  | 12 025 263 049  |
| Total                 | 96 321 768 315 | 106 708 532 614 | 114 109 128 478 | 109 891 474 409 | 107 015 213 411 |

### Transportes
Singapur cuenta con 83 km de ferrocarril que le conecta con el sistema ferroviario de Malasia, y con unos 3000 km de carreteras, casi todos ellos asfaltados. Su marina mercante cuenta con más de 1300 unidades, y su puerto es, por el tráfico de mercancías, el segundo del mundo y el más importante de Asia. El Aeropuerto Internacional Changi cuenta con los mejores enlaces aéreos del Sudeste Asiático. Las telecomunicaciones son operadas por Singapore Telecom. El metro es altamente desarrollado e innovador.

## Datos económicos
Todos los datos están expresados en dólares estadounidenses salvo que se indique lo contrario:
- PIB nominal (2014): 307 872 millones de dólares[58]
- PIB PPA (2014): 454 346 millones de dólares[58]
- PIB nominal per cápita (2014): 56 286[58]
- PIB PPA per cápita (2014): 83 065[58]
- Estructura del PIB, distribución por sectores económicos (estimación 2015):[2]
  - Agricultura: 0 %
  - Industria: 23,8 %
  - Servicios: 76,2 %
- Presupuesto nacional (estimación 2015):[2]
  - Ingresos: 44 060 millones
  - Gastos: 45 480 millones
- Unidad monetaria
  - 1 dólar de Singapur = 100 centavos
  - Tasa de cambio (16/02/2016): 1,567 SGD = 1 EUR; 1,406 SGD = 1 USD
- Exportaciones[57]
  - Valor de las exportaciones: 384 600 millones
  - Principales productos de exportación: equipos informáticos, caucho y productos derivados, derivados de petróleo, equipos de telecomunicaciones.
  - Principales países clientes: Malasia, Estados Unidos, Hong Kong, Japón, Tailandia.
- Importaciones[57]
  - Valor de las importaciones: 294 200 millones
  - Principales productos de importación: aviones, petróleo, productos químicos y alimenticios.
  - Principales países proveedores: Japón, Malasia, Estados Unidos, Taiwán, Arabia Saudí.
- Tasa de desempleo (2014): 1,95 %[58]